# Osselle-Routelle
Osselle-Routelle es una comuna nueva francesa situada en el departamento de Doubs, de la región de Borgoña-Franco Condado.

## Historia
Fue creada el 1 de enero de 2016, en aplicación de una resolución del prefecto de Doubs de 21 de diciembre de 2015 con la unión de las comunas de Osselle y Routelle, pasando a estar el ayuntamiento en la antigua comuna de Osselle.

## Demografía
| Gráfica de evolución demográfica de Osselle-Routelle entre 1800 y 2013 |
|                                                                        |

Los datos entre 1800 y 2013 son el resultado de sumar los parciales de las dos comunas que forman la nueva comuna de Osselle-Routelle, cuyos datos se han cogido de 1800 a 1999, para las comunas de Osselle y Routelle de la página francesa EHESS/Cassini. Los demás datos se han cogido de la página del INSEE.

## Composición
| Comuna delegada | Código INSEE | Población (2013) | Superficie (km²) | Densidad (hab./km²) |
| --------------- | ------------ | ---------------- | ---------------- | ------------------- |
| Osselle         | 25438        | 437              | 7.68             | 57                  |
| Routelle        | 25509        | 488              | 3.06             | 159                 |